# Zygonemertes glandulosa
Zygonemertes glandulosa är en djurart som tillhör fylumet slemmaskar, och som beskrevs av Yuichi Yamaoka 1940. Zygonemertes glandulosa ingår i släktet Zygonemertes och familjen Amphiporidae. Inga underarter finns listade i Catalogue of Life.